# Francesco Buzzurro
Francesco Buzzurro (Taormina, 7 ottobre 1969) è un chitarrista italiano.

## Discografia

### Discografia come Francesco Buzzurro Quartet
- 1996 - Mare Nostrum
- 1998 – Latinus
- 2006 – Naxos
- 2018 - Made in Japan

### Discografia solista
- 2002 – Freely
- 2009 – L'esploratore
- 2010 - Girgenti amore mio
- 2011 - Un Mondo e due chitarre
- 2012 - One Man Band
- 2014 - Il quinto elemento
- 2015 - Heart of the Emigrants
- 2017 - The Persuaders
- 2021 - Solo con Django
- 2022 - Nativitas